# 阿齐兹
阿齐兹（阿拉伯语：عزيز，ʿazīz，[ʕaziːz]），是一个阿拉伯语男性名字。在哈萨克语、柯尔克孜语、土库曼语、乌兹别克语和维吾尔语等语言中，被译作艾则孜；在马来语中，被译作阿兹。有“武勇”、“荣耀”、“亲爱的”、“心爱的”、“珍贵的”、“力量之仆”、“天神”之意。

## 名字
- 阿茲·安薩里：美国男演员、喜剧演员、编剧和导演
- 阿吉兹·涅辛：土耳其幽默作家
- 阿齐兹·桑贾尔：土耳其生物化学家和分子生物学家

## 姓氏
- 肖卡特·阿齐兹：巴基斯坦总理
- 塔里克·阿齐兹：原伊拉克副总理

## 父名
- 阿利夫·阿齐兹：在马来西亚发展的新加坡男歌手兼演员
- 里扎·阿兹：马来西亚电影制作人
- 拿督艾伦·阿基兹：在马来西亚发展的新加坡男演员兼歌手

## Aziza
Aziza为Aziz的女性化

## Azizam
阿齐兹在波斯语中写作波斯語：，羅馬化：'azizam [ʔæziːˈzæm]，可以指代：
- Azizam (歌曲)（英语：Azizam (song)），2025年歌曲
- Azizam (餐厅)（英语：Azizam (restaurant)），洛杉矶餐厅

|  | 本页或本分段罗列了有着相同名的人物，如果是一个内链将您引导到本页，您可能愿意通过点击对应的链接到达想要的条目。 |